# Тано Цолов
Тано Димитров Цолов е български политик от БКП. Партизанин в Червенобрежкия партизански отряд „Георги Бенковски“ (1944).

## Биография

### Произход, образование и ранни години
Тано Цолов е роден в на 27 юни 1918 г. с. Чомаковци, Плевенско. От 1934 г. е член на РМС.
Дипломира се във Висшето училище по финансови и административни науки в София (сега УНСС).
Участва в Съпротивителното движение през Втората световна война, но е осъден през 1942 г. по ЗЗД на 1,5 г. затвор за комунистическа дейност. Партизанин в Червенобрежкия партизански отряд „Георги Бенковски“ (1944).

### Професионална кариера
След 9 септември 1944 г. е народен представител в VI ВНС (1946 – 1949), както и в II до VI ОНС (1954 – 1976). Между 1944 и 1950 г. е първи секретар на Градския и Околийския комитет на БКП, както и председател на ОФ в Бяла Слатина. Известно време е заместник-завеждащ и завеждащ отдел в ЦК на БКП. В периода 11 юли 1957-4 април 1981 г. е член на ЦК на БКП, а между 11 декември 1959 и 5 ноември 1962 г. – секретар на ЦК на БКП.
През 1952 г. е назначен за министър на тежката промишленост в кабинета на Антон Югов. По-късно заема длъжностите председател на комитета по промишлеността и техническия прогрес (1959), председател на Държавния комитет по планиране (1968 – 1971), заместник-председател (1962 – 1971) и първи заместник-председател на Министерския съвет (1971 – 1981). През 1968 година е обявен за почетен гражданин на Стара Загора.
Умира на 26 април 1990 г. в София, България.